# E
E je páté písmeno latinské abecedy. Vzniklo z řeckého písmene epsilon.

## Významy

### E
- E číslo (kód), slangově éčko, potravinářská přídatná látka
- enzym
- vitamín E, tokoferol
- extáze (droga), slangově éčko
- energie jako fyzikální veličina
- vektor intenzity elektrického pole
- modul pružnosti v tahu, materiálová konstanta
- střední hodnota
- E (třída složitosti), třída složitosti popisující exponenciální časovou složitost v informatice
- vrstva E, druhá nejnižší vrstva v ionosféře
- E (číslice), číslice vyjadřující číslo 14 v šestnáctkové soustavě a dalších číselných soustavách o základu větším než 14
- východ (anglicky „East“), například v souřadnicových údajích
- E (akord), durový akord
- kyselina glutamová (jednopísmenný kód aminokyseliny)
- nestandardní velikost slepičích vajec ve starším československém kódování
- Španělsko (España), mezinárodní poznávací značka motorových vozidel
- Pardubický kraj na českých státních poznávacích značkách motorových vozidel
- E (film), kanadský film z roku 1982
- E (hudební skupina)
- E (jazyk), jazyk kterým se mluví v jižní Číně
- starší označení elektrických lokomotiv se stejnosměrnou trakcí
- otevřený železniční vůz běžné stavby bočně a čelně výklopný
- otevřený železniční vůz běžné stavby bočně a čelně výklopný, s plochou podlahou

### E ve složených výrazech
- exa-, předpona pro 1018 v soustavě SI
- značka dekadického exponentu při zápisu čísel ve vědeckém formátu – např. 12.34E5 značí 12,34×105, tzn. 1 234 000
- E s číslem: evropská silnice
- E s číslem: evropská dálková trasa pro pěší turistiku
- E s číslem: přídatné látky v potravinářství, kódování v zemích EU
- E: normalizovaná řada formátu papíru o poměru stran 1:√2
- E s číslem: z anglického slova exit, číslované výjezdy z dálnic s kilometrickým údajem udávajícím polohu na dálnici, popřípadě východy z objektu atd. s pořadovým či jiným identifikačním číslem

### e
- excentricita dráhy (oběžné dráhy)
- elektron (někdy též jako e−, zatímco e+ označuje jeho antičástici pozitron)
- elementární náboj (přibližná velikost e = 1,602 176 565×10−19 C)
- e (nota), nota
- e (akord), molový akord
- e-, s následujícím spojovníkem či bez něj, předpona zkracující slovo „elektronický/-á/-é“, např. e-mail (elektronická pošta), e-banking (elektronické bankovnictví) atd.
- Eulerovo číslo – matematická konstanta (základ přirozených logaritmů, přibližná hodnota e = 2,718 281 828)
- značka dekadického exponentu při zápisu čísel ve vědeckém formátu, např. 12.34e5 značí 12,34×105, tzn. 1 234 000
- e (latina) – zkrácená podoba latinské předložky ex
- osobní železniční vůz s postranní chodbičkou
- železniční vůz vybavený pouze elektrickým topením resp. s elektrickým topným vedením
- železniční vůz s topným zařízením
- železniční vůz s elektrickým větráním
- železniční vůz se šířkou podlahy 2,75–2,89 m
- dvoupodlažní železniční vůz
- patrový železniční vůz pro přepravu motorových vozidel
- železniční vůz se světlou výškou dveřních otvorů nad 1,9 m
- železniční vůz na cement
- železniční vůz se sklopnými bočnicemi
- trojdílný železniční vůz

### ∃
- existenční kvantifikátor („existuje“)

### €
- euro, měnová jednotka; někdy nahrazováno běžným E

### ℮
- označení odhadu, např. na balených potravinách značí přibližný objem náplně balení

## Odvozená písmena s diakritikou

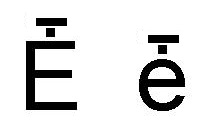
žemaitské dlouhé Ė̄

- É, é: čeština, francouzština, islandština, italština, katalánština, pinyin, portugalština, slovenština, španělština, velština, vietnamština
- Ě, ě: čeština, pinyin
- È, è: francouzština, italština, katalánština, pinyin, velština, vietnamština
- Ė, ė: litevština, žemaitština
- Ė̄, ė̄: žemaitština
- Ê, ê: francouzština, portugalština, velština, vietnamština
- Ë, ë: francouzština, katalánština, velština, albánština, kašubština
- Ē, ē: havajština, pinyin, rōmaji, staroangličtina, žemaitština
- Ę, ę: polština, litevština, v pouze jižním dialektu kašubštiny, elvdalština, navažština, západní apačština
- Ẽ, ẽ: vietnamština
- Ẹ,ẹ, Ề, ề, Ể, ể, Ễ, ễ, Ế, ế, Ệ, ệ: vietnamština

## Spřežky
- Æ, æ: dánština, faerština, islandština, norština, staroangličtina
- Ǣ, ǣ: staroangličtina
- Ǽ, ǽ: staroangličtina
- Œ, œ: francouzština